# Lista de documentos da Igreja Católica sobre música sacra
Documentos da Igreja Católica sobre música sacra foram emitidos desde a Idade Média, na forma de bulas, encíclicas (epístolas encíclicas ou cartas encíclicas), constituições, decretos, instruções, motu proprio, ordenações, éditos, rubricas e outras, destinadas, inicialmente, a proibir "abusos" observados na prática e produção de música sacra e, a partir do século XVIII, simultaneamente a proibir abusos e a especificar as particularidades da prática, produção e ensino musical admitidas e planejadas pela Igreja Católica.

## Principais documentos da Igreja Católica sobre música sacra
Os documentos gerais e mais significativos da Igreja Católica em relação à prática e produção da música sacra, de acordo com Paulo Castagna, Fernando Lacerda Simões Duarte, com publicações sistemáticas a respeito e com notícias atualizadas, foram emitidos na forma de bulas, encíclicas, constituições, decretos, instruções, motu proprio, ordenações, éditos, rubricas e outras, do século XIV ao século XXI, conforme o quadro abaixo:
| Data       | Título                                                                          | Tipo                                                               | Autor                                                                           |
| ---------- | ------------------------------------------------------------------------------- | ------------------------------------------------------------------ | ------------------------------------------------------------------------------- |
| 1322       | Docta Sanctorum Patrum                                                          | Bula                                                               | João XXII                                                                       |
| 1562-09-17 | Decreto do que se deve observar e evitar na celebração da Missa                 | Decreto da Seção XXII                                              | Concílio de Trento                                                              |
| 1570-2000  | Rubricas dos livros litúrgicos, especialmente o Missale Romanum (Missal Romano) | Rubricas                                                           | Igreja Católica                                                                 |
| 1600       | Cæremoniale Episcoporum (Cerimonial dos Bispos)                                 | Normas e rubricas                                                  | Igreja Católica                                                                 |
| 1657-04-23 | Piæ sollicitudinis studio                                                       | Constituição                                                       | Alexandre VII                                                                   |
| 1698-08-01 | Édito sobre a música                                                            | Édito                                                              | Inocêncio XII                                                                   |
| 1749-02-19 | Annus qui hunc                                                                  | Carta Encíclica                                                    | Bento XIV                                                                       |
| 1884-09-25 | Ordinatio quoad sacram musicen                                                  | Decreto                                                            | Sacra Rituum Congregatio (Sagrada Congregação dos Ritos)                        |
| 1894-07-07 | Quod sanctus Augustinus                                                         | Decreto                                                            | de Leão XIII, ratificado pela Sagrada Congregação dos Ritos como Decreto n.3830 |
| 1903-11-22 | Inter pastoralis officii sollicitudines (Tra le sollecitudini)                  | Motu Proprio                                                       | Pio X                                                                           |
| 1917       | Cânones 413, 1184, 1185, 1264, 1365, 2271                                       | Primeiro Código de Direito Canônico                                | Bento XV                                                                        |
| 1922-11-22 | Ad musicæ sacræ restitutionem                                                   | Motu Proprio                                                       | Pio XI                                                                          |
| 1928-12-20 | Divini cultus sanctitatem                                                       | Constituição Apostólica                                            | Pio XI                                                                          |
| 1943-06-29 | Mystici Corporis Christi                                                        | Carta Encíclica                                                    | Pio XII                                                                         |
| 1947-11-20 | Mediator Dei                                                                    | Carta Encíclica                                                    | Pio XII                                                                         |
| 1955-12-25 | Musicæ sacræ disciplina                                                         | Carta Encíclica                                                    | Pio XII                                                                         |
| 1958-09-03 | De musica sacra et sacra liturgia                                               | Instrução                                                          | Leão XXIII                                                                      |
| 1961-12-08 | Iucunda Laudatio                                                                | Carta Apostólica                                                   | João XXIII                                                                      |
| 1963-11-22 | Nobile Subsidium Liturgiae                                                      | Quirógrafo                                                         | Paulo VI                                                                        |
| 1963-12-04 | Sacrosanctum Concilium                                                          | Decreto                                                            | Concílio Vaticano II                                                            |
| 1964-01-25 | Sacram Liturgiam                                                                | Motu Proprio                                                       | Paulo VI                                                                        |
| 1964-09-26 | Inter œcumenici                                                                 | Instrução                                                          | Sacra Rituum Congregatio (Sagrada Congregação dos Ritos)                        |
| 1967-03-05 | Musicam Sacram                                                                  | Instrução                                                          | Sacra Rituum Congregatio (Sagrada Congregação dos Ritos)                        |
| 1967-05-04 | Tres abhinc annos                                                               | Instrução                                                          | Sacra Rituum Congregatio (Sagrada Congregação dos Ritos)                        |
| 1970-09-05 | Liturgicæ instaurationes                                                        | Instrução                                                          | Sacra Rituum Congregatio (Sagrada Congregação dos Ritos)                        |
| 1974-04-14 | Voluntati Obsequens                                                             | Carta aos Bispos sobre o repertório mínimo de canto gregoriano     | Sacra Rituum Congregatio (Sagrada Congregação dos Ritos)                        |
| 1983       | Cânones 230 e 1173                                                              | Segundo Código de Direito Canônico                                 | João Paulo II                                                                   |
| 1999-04-04 | Nessuno meglio di voi artisti                                                   | Carta aos artistas                                                 | João Paulo II                                                                   |
| 2001-03-28 | Liturgiam authenticam                                                           | Documento curial                                                   | Cúria Romana                                                                    |
| 2003-11-22 | Mosso dal vivo desiderio                                                        | Quirógrafo                                                         | João Paulo II                                                                   |
| 2003-12-04 | Spiritus et Sponsa                                                              | Carta Apostólica                                                   | João Paulo II                                                                   |
| 2007-10-13 | Nel memorabile giorno                                                           | Discurso na visita ao Pontifício Instituto de Música Sacra de Roma | Bento XVI                                                                       |

## Principais documentos sobre música sacra aplicados ao Brasil
No Brasil foram emitidos documentos de regulamentação de práticas musicais por várias instâncias locais, desde paróquias, bispados (ou dioceses) e arcebispados (ou arquidioceses), até aquelas aplicadas a um conjunto de dioceses, a todo o Brasil ou à América Latina, como nas Constituições Primeiras do Arcebispado da Bahia (1707), no Concilium Plenarium Americæ Latinæ (Concílio Plenário da América Latina) e no Concilium Plenarium Brasiliense (1939):
| Data       | Título | Tipo | Autor                                                               |
| ---------- | --- | --- | ------------------------------------------------------------------- |
| 1707-06-21 | Que nas Igrejas se não façam farsas e jogos profanos, nem se coma, beba, durma, baile, ou façam novenas (Livro 4, Título 30)                                                                | Decreto das Constituições Primeiras do Arcebispado da Bahia                                                                         | Arcebispo Sebastião Monteiro da Vide                                |
| 1899-06-09 | De Musica Sacra | Decreto do Concilium Plenarium Americæ Latinæ (Concílio Plenário da América Latina)                                                 | Convocado pelo Papa Leão XIII                                       |
| 1903       | Das Cerimônias | Capítulo XXII do Primeiro Sínodo da Diocese de Mariana                                                                              | Dom Silverio Gomes Pimenta, Bispo de Mariana                        |
| 1910       | Regulamento sobre Música Sacra | Pastoral Coletiva dos Arcebispos e Bispos das Províncias Eclesiásticas do Rio de Janeiro, Mariana, São Paulo, Cuiabá e Porto Alegre | Bispos do Rio de Janeiro, Mariana, São Paulo, Cuiabá e Porto Alegre |
| 1939       | De Cantu et Musica Sacra (Livro I, Parte II, Cap. II, Art. I, n.364-367); De Sacris Processionibus (Livro I, Parte III, Cap. III, n.407); De Seminariis (Livro I, Parte IV, Cap. II, n.451) | Concilium Plenarium Brasiliense (Concílio Plenário do Brasil)                                                                       | Arcebispo Sebastião Leme da Silveira Cintra                         |
| 1940       | Pastoral Coletiva dos Bispos de São Paulo | Pastoral | Bispos de São Paulo                                                 |
| 1945-09-15 | Pastoral sobre a Música Sacra | Pastoral | Dom Jaime Câmara                                                    |
| 1976-03-25 | Pastoral da Música Litúrgica no Brasil | Pastoral (Documentos da CNBB, nº 7)                                                                                                 | Conferência Nacional dos Bispos do Brasil                           |
| 1998-12-04 | A Música Litúrgica no Brasil | Estudo (Estudos da CNBB, nº 79) | Conferência Nacional dos Bispos do Brasil                           |

## Pesquisas
Esses documentos foram estudados, do ponto de vista musicológico, principalmente por Luís Rodrigues (1943), Florentius Romita (1947), Robert Novotny (1962), Karl Gustav Fellerer (1976), Robert F. Hayburn (1979), Étienne Anheim (2000) e Michael Klaper (2010). Entre os latino-americanos estão Paulo Castagna (1999, 2000 e 2011), Pablo Sotuyo Blanco (2003), Thiago José Esperandio (2010) e Fernando Lacerda Simões Duarte (2011 e 2016), estando em progresso outras pesquisas sobre o assunto.